# Njikwa
Njikwa est une commune du Cameroun située dans la région du Nord-Ouest et le département de la Momo.

## Population
Lors du recensement de 2005, la commune comptait 16 634 habitants, dont 5 455 pour Njikwa Town.

## Structure administrative de la commune
Outre la ville de Njikwa, la commune comprend les villages suivants  :
- Bako
- Bakwa
- Banya
- Bassa
- Ekwebo
- Ikweri
- Konda
- Ngwo
- Oshie